# Parafia Matki Boskiej Wspomożenia Wiernych w Pielni
Parafia Matki Boskiej Wspomożenia Wiernych w Pielni – parafia rzymskokatolicka w archidiecezji przemyskiej, w dekanacie Sanok I.

## Historia
Pierwsza wzmianka o wsi Pielnia pochodzi z 1400 roku. Już w 1536 roku w Pielni znajdowała się drewniana cerkiew pw. Zmartwychwstania Chrystusa, która spłonęła. Następna drewniana cerkiew w 1803 roku również spłonęła. W 1805 roku zbudowano murowaną cerkiew św. Jana Ewangelisty. Do 1946 roku parochia greckokatolicka obejmowała miejscowości: Dudyńce (cerkiew filialna do 1947), Jędruszkowce (Andruszkowce), Markowce, Pobiedno (Pobidno), Podgaj, Prusiek i Pisarowce. 
W połowie XVII wieku powstał zbór kalwiński, później braci polskich, którego patronem był Paweł Brzeski.
W 1939 roku w Pielni było 750 Ukraińców i 550 Polaków.
W 1947 roku cerkiew została zaadaptowana na kościół, który poświęcono pw. Matki Boskiej Wspomożenia Wiernych. 17 czerwca 1975 roku dekretem bpa Ignacego Tokarczuka została erygowana parafia, z wydzielonego terytorium parafii w Nowotańcu. 
We wnętrzu kościoła zachował się późnobarokowy ołtarz główny i dwa boczne klasycystyczne. Ambona rokokowa. Na ścianach epitafia, patronów świątyni, kolatorów: Stanisława i Magdaleny Truskolaskich z 1806 roku.
Na terenie parafii jest 764 wiernych.
Proboszczowie parafii:
1975–1988. ks. Kazimierz Golenia.
1988–2000. ks. Jerzy Gwizdak.
2000–2007. ks. Jan Wołosz.
2007–2010. ks. Roman Froń.
2010–2018. ks. Adam Cebula.
2018– nadal ks. Antoni Moskal.

## Grupy parafialne
Żywy Różaniec, Oaza Rodzin, Ministranci.